# Mistrovství světa ve fotbale 1978 (soupisky)
Soupisky na Mistrovství světa ve fotbale 1978, které se hrálo v Argentině:
| Zlato                | Stříbro               | Bronz               |
| -------------------- | --------------------- | ------------------- |
| Argentina • Soupiska | Nizozemsko • Soupiska | Brazílie • Soupiska |

## Skupina 1

### Argentina
Hlavní trenér: César Luis Menotti

| Jméno                | Datum narození     | Datum úmrtí                      | Klub                   |
| Brankáři             | Brankáři           | Brankáři                         | Brankáři               |
| -------------------- | ------------------ | -------------------------------- | ---------------------- |
| Héctor Baley         | 16. listopadu 1950 |                                  | CA Huracán             |
| Ubaldo Fillol        | 21. července 1950  |                                  | CA River Plate         |
| Ricardo La Volpe     | 6. února 1952      |                                  | San Lorenzo            |
| Obránci              |                    |                                  |                        |
| Luis Galván          | 24. února 1948     | 5. května 2025 (ve věku 77 let)  | Club Atlético Talleres |
| Daniel Killer        | 21. prosince 1949  |                                  | Racing Club            |
| Jorge Olguín         | 17. května 1952    |                                  | San Lorenzo            |
| Rubén Pagnanini      | 31. ledna 1949     |                                  | CA Independiente       |
| Daniel Passarella –  | 25. května 1953    |                                  | CA River Plate         |
| Alberto Tarantini    | 3. prosince 1955   |                                  | CA Boca Juniors        |
| Záložníci            |                    |                                  |                        |
| Norberto Alonso      | 4. ledna 1953      |                                  | CA River Plate         |
| Osvaldo Ardiles      | 3. srpna 1952      |                                  | CA Huracán             |
| Américo Gallego      | 24. května 1955    |                                  | CA Newell's Old Boys   |
| Rubén Galván         | 7. dubna 1952      | 14. března 2018 (ve věku 65 let) | CA Independiente       |
| Mario Kempes         | 15. července 1954  |                                  | Valencia CF            |
| Omar Larrosa         | 18. listopadu 1947 |                                  | CA Independiente       |
| Miguel Oviedo        | 12. října 1950     |                                  | Club Atlético Talleres |
| José Daniel Valencia | 3. října 1955      |                                  | Club Atlético Talleres |
| Ricardo Villa        | 18. srpna 1952     |                                  | Racing Club            |
| Útočníci             |                    |                                  |                        |
| Daniel Bertoni       | 14. března 1955    |                                  | CA Independiente       |
| René Houseman        | 19. července 1953  | 22. března 2018 (ve věku 64 let) | CA Huracán             |
| Leopoldo Luque       | 3. května 1949     | 15. února 2021 (ve věku 71 let)  | CA River Plate         |
| Oscar Ortiz          | 8. dubna 1953      |                                  | CA River Plate         |

### Francie
Hlavní trenér: Michel Hidalgo

| Jméno                      | Datum narození    | Datum úmrtí                        | Klub                 |
| Brankáři                   | Brankáři          | Brankáři                           | Brankáři             |
| -------------------------- | ----------------- | ---------------------------------- | -------------------- |
| Dominique Baratelli        | 26. prosince 1947 |                                    | OGC Nice             |
| Jean-Paul Bertrand-Demanes | 23. května 1952   |                                    | FC Nantes            |
| Dominique Dropsy           | 9. prosince 1951  | 7. října 2015 (ve věku 63 let)     | RC Strasbourg Alsace |
| Obránci                    |                   |                                    |                      |
| Patrick Battiston          | 12. března 1957   |                                    | FC Metz              |
| Maxime Bossis              | 26. června 1955   |                                    | FC Nantes            |
| Gérard Janvion             | 21. srpna 1953    |                                    | AS Saint-Étienne     |
| François Bracci            | 3. listopadu 1951 | 28. prosince 2023 (ve věku 72 let) | Olympique Marseille  |
| Christian Lopez            | 15. března 1953   |                                    | AS Saint-Étienne     |
| Patrice Rio                | 15. srpna 1948    |                                    | FC Nantes            |
| Marius Trésor –            | 15. ledna 1950    |                                    | Olympique Marseille  |
| Záložníci                  |                   |                                    |                      |
| Dominique Bathenay         | 13. února 1954    |                                    | AS Saint-Étienne     |
| Jean-Marc Guillou          | 20. prosince 1945 |                                    | OGC Nice             |
| Henri Michel               | 28. října 1947    | 24. dubna 2018 (ve věku 70 let)    | FC Nantes            |
| Claude Papi                | 16. dubna 1949    | 28. ledna 1983 (ve věku 33 let)    | SC Bastia            |
| Jean Petit                 | 25. září 1949     | 23. ledna 2024 (ve věku 74 let)    | AS Monaco            |
| Michel Platini             | 21. června 1955   |                                    | AS Nancy             |
| Útočníci                   |                   |                                    |                      |
| Marc Berdoll               | 6. dubna 1953     |                                    | Olympique Marseille  |
| Christian Dalger           | 19. prosince 1949 | 1. července 2023 (ve věku 73 let)  | AS Monaco            |
| Bernard Lacombe            | 15. srpna 1952    | 17. června 2025 (ve věku 72 let)   | Olympique Lyon       |
| Dominique Rocheteau        | 14. ledna 1955    |                                    | AS Saint-Étienne     |
| Olivier Rouyer             | 1. prosince 1955  |                                    | AS Nancy             |
| Didier Six                 | 21. srpna 1954    |                                    | RC Lens              |

### Maďarsko
Hlavní trenér: Lajos Baróti

| Jméno           | Datum narození    | Datum úmrtí                       | Klub                    |
| Brankáři        | Brankáři          | Brankáři                          | Brankáři                |
| --------------- | ----------------- | --------------------------------- | ----------------------- |
| Sándor Gujdár   | 8. listopadu 1951 |                                   | Budapest Honvéd FC      |
| Ferenc Mészáros | 11. dubna 1950    | 9. ledna 2023 (ve věku 72 let)    | Vasas SC                |
| László Kovács   | 24. dubna 1951    | 30. června 2017 (ve věku 66 let)  | Videoton Székesfehérvár |
| Obránci         |                   |                                   |                         |
| Péter Török     | 18. dubna 1951    | 20. září 1987 (ve věku 36 let)    | Vasas SC                |
| István Kocsis   | 6. října 1949     | 9. června 1994 (ve věku 44 let)   | Budapest Honvéd FC      |
| Zoltán Kereki – | 13. července 1953 |                                   | Haladas Szombathelyi    |
| Győző Martos    | 15. prosince 1949 |                                   | Ferencvárosi TC         |
| László Bálint   | 1. února 1948     |                                   | Ferencvárosi TC         |
| Tibor Rab       | 2. října 1955     |                                   | Ferencvárosi TC         |
| Záložníci       |                   |                                   |                         |
| József Tóth     | 2. února 1951     | 11. srpna 2022 (ve věku 71 let)   | Újpesti Dózsa FC        |
| Sándor Zombori  | 31. října 1951    |                                   | Vasas SC                |
| Sándor Pintér   | 18. července 1950 |                                   | Budapest Honvéd FC      |
| Károly Csapó    | 23. února 1952    |                                   | Tatabányai BSK          |
| István Halász   | 12. října 1951    | 4. června 2016 (ve věku 64 let)   | Tatabányai BSK          |
| László P. Nagy  | 21. října 1949    |                                   | Újpesti Dózsa FC        |
| Ferenc Fülöp    | 22. února 1955    |                                   | MTK Budapešť            |
| Útočníci        |                   |                                   |                         |
| László Fazekas  | 15. října 1947    |                                   | Újpesti Dózsa FC        |
| Tibor Nyilasi   | 18. ledna 1955    |                                   | Ferencvárosi TC         |
| András Törőcsik | 1. května 1955    | 9. července 2022 (ve věku 67 let) | Újpesti Dózsa FC        |
| Béla Várady     | 12. dubna 1953    | 23. ledna 2014 (ve věku 60 let)   | Vasas SC                |
| László Pusztai  | 1. března 1946    | 6. dubna 1987 (ve věku 41 let)    | Ferencvárosi TC         |
| András Tóth     | 5. září 1949      |                                   | Újpesti Dózsa FC        |

### Itálie
Hlavní trenér: Enzo Bearzot

| Jméno                | Datum narození     | Datum úmrtí                       | Klub            |
| Brankáři             | Brankáři           | Brankáři                          | Brankáři        |
| -------------------- | ------------------ | --------------------------------- | --------------- |
| Dino Zoff –          | 28. února 1942     |                                   | Juventus FC     |
| Paolo Conti          | 1. dubna 1950      |                                   | AS Řím          |
| Ivano Bordon         | 13. dubna 1951     |                                   | Inter Milán     |
| Obránci              |                    |                                   |                 |
| Mauro Bellugi        | 7. února 1950      | 20. února 2021 (ve věku 71 let)   | Bologna FC 1909 |
| Antonio Cabrini      | 8. října 1957      |                                   | Juventus FC     |
| Antonello Cuccureddu | 4. října 1949      |                                   | Juventus FC     |
| Claudio Gentile      | 27. září 1953      |                                   | Juventus FC     |
| Aldo Maldera         | 14. října 1953     | 1. srpna 2012 (ve věku 58 let)    | AC Milán        |
| Lionello Manfredonia | 27. listopadu 1956 |                                   | SS Lazio        |
| Gaetano Scirea       | 25. května 1953    | 3. září 1989 (ve věku 36 let)     | Juventus FC     |
| Záložníci            |                    |                                   |                 |
| Giancarlo Antognoni  | 1. dubna 1954      |                                   | ACF Fiorentina  |
| Romeo Benetti        | 20. října 1945     |                                   | Juventus FC     |
| Eraldo Pecci         | 12. dubna 1955     |                                   | Turín FC        |
| Patrizio Sala        | 16. června 1955    |                                   | Turín FC        |
| Marco Tardelli       | 24. září 1954      |                                   | Juventus FC     |
| Renato Zaccarelli    | 18. ledna 1951     |                                   | Turín FC        |
| Franco Causio        | 1. února 1949      |                                   | Juventus FC     |
| Claudio Sala         | 8. září 1947       |                                   | Turín FC        |
| Útočníci             |                    |                                   |                 |
| Roberto Bettega      | 27. prosince 1950  |                                   | Juventus FC     |
| Francesco Graziani   | 16. prosince 1952  |                                   | Turín FC        |
| Paolo Pulici         | 27. dubna 1950     |                                   | Turín FC        |
| Paolo Rossi          | 23. září 1956      | 9. prosince 2020 (ve věku 64 let) | Vicenza Calcio  |

## Skupina 2

### Mexiko
Hlavní trenér: José Antonio Roca

| Jméno                           | Datum narození     | Datum úmrtí                      | Klub                      |
| Brankáři                        | Brankáři           | Brankáři                         | Brankáři                  |
| ------------------------------- | ------------------ | -------------------------------- | ------------------------- |
| José Reyes Pilar                | 12. října 1955     |                                  | Tigres UANL               |
| Pedro Soto                      | 22. října 1952     |                                  | Club América              |
| Obránci                         |                    |                                  |                           |
| Manuel Nájera                   | 20. prosince 1952  |                                  | Leones Negros             |
| Alfredo Tena                    | 21. listopadu 1956 |                                  | Club América              |
| Eduardo Ramos                   | 26. června 1949    |                                  | CD Guadalajara            |
| Arturo Vázquez Ayala –          | 26. června 1949    |                                  | Club Universidad Nacional |
| Jesús Martínez                  | 7. června 1952     |                                  | Club América              |
| Rigoberto Cisneros              | 15. srpna 1953     |                                  | Deportivo Toluca FC       |
| Carlos Gómez                    | 16. srpna 1952     |                                  | CSD León                  |
| Ignacio Flores                  | 31. července 1953  | 11. srpna 2011 (ve věku 58 let)  | Cruz Azul                 |
| Záložníci                       |                    |                                  |                           |
| Guillermo Mendizabal            | 8. října 1954      |                                  | Cruz Azul                 |
| Antonio de la Torre Villalpando | 21. září 1951      | 2. srpna 2021 (ve věku 69 let)   | Club América              |
| Cristóbal Ortega                | 25. července 1956  | 2. ledna 2025 (ve věku 68 let)   | Club América              |
| Javier Cárdenas                 | 8. prosince 1952   | 25. června 2022 (ve věku 69 let) | Deportivo Toluca FC       |
| Leonardo Cuéllar                | 14. ledna 1952     |                                  | Club Universidad Nacional |
| Gerardo Lugo                    | 13. března 1955    |                                  | Atlante FC                |
| Útočníci                        |                    |                                  |                           |
| Enrique López Zarza             | 25. října 1957     |                                  | Club Universidad Nacional |
| Víctor Rangel                   | 11. března 1957    |                                  | CD Guadalajara            |
| Hugo Sánchez                    | 11. července 1958  |                                  | Club Universidad Nacional |
| Hugo René Rodríguez             | 14. března 1959    |                                  | San Isidro Laguna         |
| Mario Medina                    | 2. září 1952       |                                  | Deportivo Toluca FC       |
| Raúl Isiordia                   | 22. prosince 1952  |                                  | Atlético Español          |

### Polsko
Hlavní trenér: Jacek Gmoch

| Jméno                | Datum narození     | Datum úmrtí                        | Klub               |
| Brankáři             | Brankáři           | Brankáři                           | Brankáři           |
| -------------------- | ------------------ | ---------------------------------- | ------------------ |
| Jan Tomaszewski      | 9. ledna 1948      |                                    | ŁKS Łódź           |
| Zygmunt Kukla        | 21. ledna 1948     | 18. května 2016 (ve věku 68 let)   | Stal Mielec        |
| Zdzisław Kostrzewa   | 26. října 1955     | 20. května 1991 (ve věku 35 let)   | Zagłębie Sosnowiec |
| Obránci              |                    |                                    |                    |
| Henryk Maculewicz    | 24. dubna 1950     |                                    | Wisla Krakov       |
| Antoni Szymanowski   | 13. ledna 1951     |                                    | Wisla Krakov       |
| Jerzy Gorgoń         | 18. července 1949  |                                    | Górnik Zabrze      |
| Władysław Żmuda      | 6. června 1954     |                                    | Śląsk Wrocław      |
| Wojciech Rudy        | 24. října 1952     |                                    | Zagłębie Sosnowiec |
| Janusz Kupcewicz     | 9. prosince 1955   | 4. července 2022 (ve věku 66 let)  | Arka Gdynia        |
| Mirosław Justek      | 23. září 1948      | 24. ledna 1998 (ve věku 49 let)    | Lech Poznań        |
| Roman Wójcicki       | 8. ledna 1958      |                                    | Odra Opole         |
| Záložníci            |                    |                                    |                    |
| Adam Nawałka         | 23. října 1957     |                                    | Wisla Krakov       |
| Henryk Kasperczak    | 10. července 1946  |                                    | Stal Mielec        |
| Bohdan Masztaler     | 19. září 1949      |                                    | ŁKS Łódź           |
| Kazimierz Deyna –    | 23. října 1947     | 1. září 1989 (ve věku 41 let)      | Legia Warszawa     |
| Marek Kusto          | 29. dubna 1954     |                                    | Legia Warszawa     |
| Zbigniew Boniek      | 3. března 1956     |                                    | Widzew Łódź        |
| Útočníci             |                    |                                    |                    |
| Włodzimierz Mazur    | 18. dubna 1954     | 1. prosince 1988 (ve věku 34 let)  | Zagłębie Sosnowiec |
| Andrzej Iwan         | 10. listopadu 1959 | 27. prosince 2022 (ve věku 63 let) | Wisla Krakov       |
| Grzegorz Lato        | 8. dubna 1950      |                                    | Stal Mielec        |
| Andrzej Szarmach     | 3. října 1950      |                                    | Stal Mielec        |
| Włodzimierz Lubański | 28. února 1947     |                                    | KSC Lokeren        |

### Tunisko
Hlavní trenér: Abdelmajid Chetali

| Jméno                | Datum narození     | Datum úmrtí                     | Klub                     |
| Brankáři             | Brankáři           | Brankáři                        | Brankáři                 |
| -------------------- | ------------------ | ------------------------------- | ------------------------ |
| Sadok Sassi          | 15. listopadu 1945 |                                 | Club Africain            |
| Lamine Ben Aziza     | 10. listopadu 1952 |                                 | Étoile Sportive du Sahel |
| Mokhtar Naili        | 3. září 1953       |                                 | Club Africain            |
| Obránci              |                    |                                 |                          |
| Mokhtar Dhouib       | 23. března 1952    |                                 | CS Sfaxien               |
| Ali Kaabi            | 15. listopadu 1953 |                                 | COT Tunis                |
| Mohsen Labidi        | 15. ledna 1954     |                                 | Stade Tunis              |
| Ridha El Louze       | 27. dubna 1953     |                                 | Sfax Railways Sports     |
| Kamel Chebli         | 9. března 1954     |                                 | Club Africain            |
| Amor Jebali          | 24. prosince 1956  |                                 | AS Marsa                 |
| Záložníci            |                    |                                 |                          |
| Khaled Gasmi         | 8. dubna 1953      |                                 | Club Bizerta             |
| Néjib Ghommidh       | 12. března 1953    |                                 | Club Africain            |
| Mohamed Ben Rehaiem  | 20. března 1951    | 21. srpna 2020 (ve věku 69 let) | CS Sfaxien               |
| Tarak Dhiab          | 15. července 1954  |                                 | Espérance                |
| Khemais Labidi       | 30. srpna 1950     |                                 | JS Kairouan              |
| Útočníci             |                    |                                 |                          |
| Temime Lahzami –     | 1. ledna 1949      |                                 | Al Ittihad FC            |
| Mohamed Akid         | 5. července 1949   | 11. dubna 1979 (ve věku 29 let) | CS Sfaxien               |
| Abderraouf Ben Aziza | 23. září 1953      |                                 | Étoile Sportive du Sahel |
| Néjib Liman          | 12. června 1953    |                                 | Stade Tunis              |
| Slah Karoui          | 11. září 1951      |                                 | Étoile Sportive du Sahel |
| Mohamed Ben Mouza    | 5. dubna 1954      |                                 | Club Africain            |
| Ohman Chehaibi       | 23. prosince 1954  |                                 | JS Kairouan              |
| Mokhtar Hasni        | 19. března 1952    | 21. ledna 2024 (ve věku 71 let) | La Louvière              |

### SRN
Hlavní trenér: Helmut Schön

| Jméno                    | Datum narození     | Datum úmrtí                      | Klub                     |
| Brankáři                 | Brankáři           | Brankáři                         | Brankáři                 |
| ------------------------ | ------------------ | -------------------------------- | ------------------------ |
| Sepp Maier               | 28. února 1944     |                                  | FC Bayern Mnichov        |
| Rudolf Kargus            | 15. srpna 1952     |                                  | Hamburger SV             |
| Dieter Burdenski         | 26. listopadu 1950 | 9. října 2024 (ve věku 73 let)   | Werder Brémy             |
| Obránci                  |                    |                                  |                          |
| Berti Vogts –            | 30. prosince 1946  |                                  | Borussia Mönchengladbach |
| Bernard Dietz            | 22. března 1948    |                                  | MSV Duisburg             |
| Manfred Kaltz            | 6. ledna 1953      |                                  | Hamburger SV             |
| Hans-Georg Schwarzenbeck | 3. dubna 1948      |                                  | FC Bayern Mnichov        |
| Harald Konopka           | 18. listopadu 1952 |                                  | 1. FC Köln               |
| Rolf Rüssmann            | 13. října 1950     | 2. října 2009 (ve věku 58 let)   | FC Schalke 04            |
| Gerd Zewe                | 13. června 1950    |                                  | Fortuna Düsseldorf       |
| Záložníci                |                    |                                  |                          |
| Rainer Bonhof            | 29. března 1952    |                                  | Borussia Mönchengladbach |
| Heinz Flohe              | 28. ledna 1948     | 15. června 2013 (ve věku 65 let) | 1. FC Köln               |
| Erich Beer               | 9. prosince 1946   |                                  | Hertha BSC               |
| Bernhard Cullmann        | 1. listopadu 1949  |                                  | 1. FC Köln               |
| Hansi Müller             | 27. července 1957  |                                  | VfB Stuttgart            |
| Útočníci                 |                    |                                  |                          |
| Rüdiger Abramczik        | 18. února 1956     |                                  | FC Schalke 04            |
| Herbert Zimmermann       | 1. července 1954   |                                  | 1. FC Köln               |
| Klaus Fischer            | 27. prosince 1949  |                                  | FC Schalke 04            |
| Karl-Heinz Rummenigge    | 25. září 1955      |                                  | FC Bayern Mnichov        |
| Dieter Müller            | 1. dubna 1954      |                                  | 1. FC Köln               |
| Bernd Hölzenbein         | 9. března 1946     | 14. dubna 2024 (ve věku 78 let)  | Eintracht Frankfurt      |
| Ronald Worm              | 7. října 1953      |                                  | MSV Duisburg             |

## Skupina 3

### Rakousko
Hlavní trenér: Helmut Senekowitsch

| Jméno                 | Datum narození    | Datum úmrtí                        | Klub                |
| Brankáři              | Brankáři          | Brankáři                           | Brankáři            |
| --------------------- | ----------------- | ---------------------------------- | ------------------- |
| Friedrich Koncilia    | 25. února 1948    |                                    | SSW Innsbruck       |
| Erwin Fuchsbichler    | 27. března 1952   |                                    | Voest Linz          |
| Hubert Baumgartner    | 25. února 1955    |                                    | FK Austria Vídeň    |
| Obránci               |                   |                                    |                     |
| Robert Sara –         | 9. června 1946    |                                    | FK Austria Vídeň    |
| Erich Obermayer       | 23. ledna 1953    |                                    | FK Austria Vídeň    |
| Gerhard Breitenberger | 14. října 1954    |                                    | Voest Linz          |
| Bruno Pezzey          | 3. února 1955     | 31. prosince 1994 (ve věku 39 let) | SSW Innsbruck       |
| Heinrich Strasser     | 26. října 1948    |                                    | Admira Wacker       |
| Heribert Weber        | 28. června 1955   |                                    | SK Sturm Graz       |
| Peter Persidis        | 8. března 1947    | 21. ledna 2009 (ve věku 61 let)    | SK Rapid Vídeň      |
| Záložníci             |                   |                                    |                     |
| Roland Hattenberger   | 7. prosince 1948  |                                    | VfB Stuttgart       |
| Josef Hickersberger   | 27. dubna 1948    |                                    | Fortuna Düsseldorf  |
| Herbert Prohaska      | 8. srpna 1955     |                                    | FK Austria Vídeň    |
| Kurt Jara             | 14. října 1950    |                                    | MSV Duisburg        |
| Eduard Krieger        | 16. prosince 1946 |                                    | Club Brugge KV      |
| Günther Happich       | 28. ledna 1952    | 16. října 1995 (ve věku 43 let)    | Wiener Sport-Club   |
| Ernst Baumeister      | 22. ledna 1957    |                                    | FK Austria Vídeň    |
| Útočníci              |                   |                                    |                     |
| Hans Krankl           | 14. února 1953    |                                    | SK Rapid Vídeň      |
| Wilhelm Kreuz         | 29. května 1949   |                                    | Feyenoord           |
| Franz Oberacher       | 24. března 1954   |                                    | SSW Innsbruck       |
| Walter Schachner      | 1. února 1957     |                                    | DSV Alpine Donawitz |
| Hans Pirkner          | 25. března 1946   | 26. února 2025 (ve věku 78 let)    | FK Austria Vídeň    |

### Brazílie
Hlavní trenér: Cláudio Coutinho

| Jméno            | Datum narození    | Datum úmrtí                        | Klub             |
| Brankáři         | Brankáři          | Brankáři                           | Brankáři         |
| ---------------- | ----------------- | ---------------------------------- | ---------------- |
| Leão             | 11. července 1949 |                                    | Palmeiras        |
| Carlos           | 4. března 1956    |                                    | Ponte Preta      |
| Waldir Peres     | 2. února 1951     | 23. července 2017 (ve věku 66 let) | São Paulo        |
| Obránci          |                   |                                    |                  |
| Toninho          | 7. června 1948    | 8. prosince 1999 (ve věku 51 let)  | Flamengo         |
| Oscar            | 20. června 1954   |                                    | Ponte Preta      |
| Amaral           | 25. prosince 1954 | 31. května 2024 (ve věku 69 let)   | Guarani          |
| Edinho           | 5. června 1955    |                                    | Fluminense       |
| Nelinho          | 26. července 1950 |                                    | Cruzeiro         |
| Abel             | 1. září 1952      |                                    | Vasco da Gama    |
| Polozzi          | 1. října 1955     |                                    | Ponte Preta      |
| Rodrigues Neto   | 6. prosince 1949  | 29. dubna 2019 (ve věku 69 let)    | Botafogo         |
| Záložníci        |                   |                                    |                  |
| Toninho Cerezo   | 21. dubna 1955    |                                    | Atlético Mineiro |
| Zico             | 3. března 1953    |                                    | Flamengo         |
| Dirceu           | 15. června 1952   | 15. září 1995 (ve věku 43 let)     | Vasco da Gama    |
| Batista          | 8. března 1955    |                                    | Internacional    |
| Chicão           | 30. ledna 1949    | 8. října 2008 (ve věku 59 let)     | São Paulo        |
| Útočníci         |                   |                                    |                  |
| Zé Sérgio        | 8. března 1957    |                                    | São Paulo        |
| Reinaldo         | 11. ledna 1957    |                                    | Atlético Mineiro |
| Rivelino –       | 1. ledna 1946     |                                    | Fluminense       |
| Gil              | 24. prosince 1950 |                                    | Botafogo         |
| Jorge Mendonça   | 6. června 1954    | 17. února 2006 (ve věku 51 let)    | Palmeiras        |
| Roberto Dinamite | 13. dubna 1954    | 8. ledna 2023 (ve věku 68 let)     | Vasco da Gama    |

### Španělsko
Hlavní trenér: Ladislav Kubala

| Jméno                 | Datum narození     | Datum úmrtí                      | Klub              |
| Brankáři              | Brankáři           | Brankáři                         | Brankáři          |
| --------------------- | ------------------ | -------------------------------- | ----------------- |
| Luis Arconada         | 26. června 1954    |                                  | Real Sociedad     |
| Miguel Ángel          | 24. prosince 1947  | 6. února 2024 (ve věku 76 let)   | Real Madrid       |
| Javier Urruticoechea  | 17. února 1952     | 24. května 2001 (ve věku 49 let) | RCD Espanyol      |
| Obránci               |                    |                                  |                   |
| Antonio de la Cruz    | 7. května 1947     |                                  | FC Barcelona      |
| Migueli               | 19. prosince 1951  |                                  | FC Barcelona      |
| Antonio Biosca        | 8. prosince 1949   |                                  | Real Betis        |
| Antonio Olmo          | 18. ledna 1954     |                                  | FC Barcelona      |
| Marcelino             | 13. srpna 1955     |                                  | Atlético Madrid   |
| Pirri –               | 11. března 1945    |                                  | Real Madrid       |
| Záložníci             |                    |                                  |                   |
| Francisco Javier Uría | 1. února 1950      |                                  | Sporting de Gijón |
| Juan Manuel Asensi    | 23. září 1949      |                                  | FC Barcelona      |
| Julio Cardeñosa       | 27. října 1949     |                                  | Real Betis        |
| Antonio Guzmán        | 2. prosince 1953   |                                  | Rayo Vallecano    |
| Eugenio Leal          | 13. května 1953    |                                  | Atlético Madrid   |
| Isidoro San José      | 27. října 1956     |                                  | Real Madrid       |
| Útočníci              |                    |                                  |                   |
| Dani                  | 28. června 1951    |                                  | Athletic Bilbao   |
| Juanito               | 10. listopadu 1954 | 2. dubna 1992 (ve věku 37 let)   | Real Madrid       |
| Quini                 | 23. září 1949      | 27. února 2018 (ve věku 68 let)  | Sporting de Gijón |
| Santillana            | 23. srpna 1952     |                                  | Real Madrid       |
| Marañón               | 23. července 1948  |                                  | RCD Espanyol      |
| Carles Rexach         | 13. ledna 1947     |                                  | FC Barcelona      |
| Rubén Cano            | 5. února 1951      |                                  | Atlético Madrid   |

### Švédsko
Hlavní trenér: Georg Ericson

| Jméno              | Datum narození     | Datum úmrtí                        | Klub                   |
| Brankáři           | Brankáři           | Brankáři                           | Brankáři               |
| ------------------ | ------------------ | ---------------------------------- | ---------------------- |
| Ronnie Hellström   | 21. února 1949     | 6. února 2022 (ve věku 72 let)     | 1. FC Kaiserslautern   |
| Göran Hagberg      | 8. listopadu 1947  |                                    | Östers IF              |
| Jan Möller         | 17. září 1953      |                                    | Malmö FF               |
| Obránci            |                    |                                    |                        |
| Hasse Borg         | 4. srpna 1953      |                                    | Eintracht Braunschweig |
| Roy Andersson      | 2. srpna 1949      |                                    | Malmö FF               |
| Ingemar Erlandsson | 16. listopadu 1957 | 9. srpna 2022 (ve věku 64 let)     | Malmö FF               |
| Magnus Andersson   | 23. dubna 1958     |                                    | Malmö FF               |
| Kent Karlsson      | 25. listopadu 1945 |                                    | IFK Eskilstuna         |
| Roland Andersson   | 28. března 1950    |                                    | Malmö FF               |
| Björn Nordqvist –  | 6. října 1942      |                                    | IFK Göteborg           |
| Záložníci          |                    |                                    |                        |
| Staffan Tapper     | 10. července 1948  |                                    | Malmö FF               |
| Anders Linderoth   | 21. března 1950    |                                    | Olympique Marseille    |
| Lennart Larsson    | 9. července 1953   |                                    | FC Schalke 04          |
| Ronald Åhman       | 31. ledna 1957     |                                    | Örebro SK              |
| Olle Nordin        | 23. listopadu 1949 |                                    | IFK Göteborg           |
| Útočníci           |                    |                                    |                        |
| Bo Larsson         | 5. května 1944     | 18. prosince 2023 (ve věku 79 let) | Malmö FF               |
| Thomas Sjöberg     | 6. července 1952   |                                    | Malmö FF               |
| Benny Wendt        | 4. listopadu 1950  |                                    | 1. FC Kaiserslautern   |
| Torbjörn Nilsson   | 9. července 1954   |                                    | IFK Göteborg           |
| Conny Torstensson  | 28. srpna 1949     |                                    | FC Curych              |
| Sanny Åslund       | 29. srpna 1952     |                                    | AIK Stockholm          |
| Ralf Edström       | 7. října 1952      |                                    | IFK Göteborg           |

## Skupina 4

### Írán
Hlavní trenér: Heshmat Mohajerani

| Jméno                | Datum narození    | Datum úmrtí                        | Klub          |
| Brankáři             | Brankáři          | Brankáři                           | Brankáři      |
| -------------------- | ----------------- | ---------------------------------- | ------------- |
| Nasser Hejazi        | 14. prosince 1949 | 23. května 2011 (ve věku 61 let)   | Shahin FC     |
| Bahram Mavaddat      | 30. ledna 1950    |                                    | Shahin FC     |
| Rasoul Korbekandi    | 27. ledna 1953    |                                    | ZOB Ahan      |
| Obránci              |                   |                                    |               |
| Javad Allahverdi     | 16. července 1954 |                                    | Persepolis FC |
| Ali Reza Ghesghayan  | 27. února 1954    |                                    | Bargh Shiraz  |
| Hassan Nazari        | 19. srpna 1955    |                                    | Taj           |
| Andranik Eskandarian | 31. prosince 1951 |                                    | Taj           |
| Nasrollah Abdollahi  | 2. září 1951      |                                    | Shahin FC     |
| Hossein Kazerani     | 13. dubna 1947    |                                    | Pas FC        |
| Záložníci            |                   |                                    |               |
| Iraj Danaeifard      | 19. března 1951   | 12. prosince 2018 (ve věku 67 let) | Taj           |
| Hassan Nayebagha     | 17. září 1950     |                                    | Homa FC       |
| Ali Parvin           | 25. září 1946     |                                    | Persepolis FC |
| Ebrahim Ghasempour   | 24. srpna 1956    |                                    | Shahin FC     |
| Mohammad Sadeghi     | 17. března 1951   |                                    | Pas FC        |
| Ali Shojaei          | 23. března 1953   |                                    | Sepahan FC    |
| Útočníci             |                   |                                    |               |
| Behtash Fariba       | 11. února 1955    |                                    | Pas FC        |
| Majod Bishkar        | 6. srpna 1956     |                                    | Shahin FC     |
| Hassan Roshan        | 2. června 1955    |                                    | Taj           |
| Hamid Majd Teymouri  | 3. června 1953    |                                    | Shahin FC     |
| Nasser Nouraei       | 9. července 1956  |                                    | Homa FC       |
| Ghafour Jahani       | 18. června 1950   |                                    | Malavan FC    |
| Hossein Faraki       | 19. dubna 1956    |                                    | Pas FC        |

### Nizozemsko
Hlavní trenér:  Ernst Happel

| Jméno                | Datum narození     | Datum úmrtí                         | Klub             |
| Brankáři             | Brankáři           | Brankáři                            | Brankáři         |
| -------------------- | ------------------ | ----------------------------------- | ---------------- |
| Piet Schrijvers      | 15. prosince 1946  | 7. září 2022 (ve věku 75 let)       | AFC Ajax         |
| Jan Jongbloed        | 25. listopadu 1940 | 31. srpna 2023 (ve věku 82 let)     | Roda JC Kerkrade |
| Pim Doesburg         | 28. října 1943     | 17. listopadu 2020 (ve věku 77 let) | Sparta Rotterdam |
| Obránci              |                    |                                     |                  |
| Jan Poortvliet       | 21. září 1955      |                                     | PSV Eindhoven    |
| Adrie van Kraay      | 1. srpna 1953      |                                     | PSV Eindhoven    |
| Ruud Krol –          | 24. března 1949    |                                     | AFC Ajax         |
| Piet Wildschut       | 25. října 1957     |                                     | FC Twente        |
| Hugo Hovenkamp       | 5. října 1950      |                                     | AZ Alkmaar       |
| Wim Rijsbergen       | 18. ledna 1952     |                                     | Feyenoord        |
| Wim Suurbier         | 16. ledna 1945     | 12. července 2020 (ve věku 75 let)  | Schalke 04       |
| Ernie Brandts        | 3. února 1956      |                                     | PSV Eindhoven    |
| Záložníci            |                    |                                     |                  |
| Dick Schoenaker      | 30. listopadu 1952 |                                     | AFC Ajax         |
| Wim Jansen           | 28. října 1946     | 25. ledna 2022 (ve věku 75 let)     | Feyenoord        |
| Arie Haan            | 16. listopadu 1948 |                                     | RSC Anderlecht   |
| René van de Kerkhof  | 16. září 1951      |                                     | PSV Eindhoven    |
| Willy van de Kerkhof | 16. září 1951      |                                     | PSV Eindhoven    |
| Johan Neeskens       | 15. září 1951      | 6. října 2024 (ve věku 73 let)      | FC Barcelona     |
| Johan Boskamp        | 21. října 1948     |                                     | Molenbeek        |
| Útočníci             |                    |                                     |                  |
| Rob Rensenbrink      | 3. července 1947   | 20. ledna 2020 (ve věku 72 let)     | RSC Anderlecht   |
| Johnny Rep           | 25. listopadu 1951 |                                     | SEC Bastia       |
| Dick Nanninga        | 17. ledna 1949     | 21. července 2015 (ve věku 66 let)  | Roda JC Kerkrade |
| Harry Lubse          | 23. září 1951      |                                     | PSV Eindhoven    |

### Peru
Hlavní trenér: Marcos Calderón

| Jméno               | Datum narození    | Datum úmrtí                        | Klub                      |
| Brankáři            | Brankáři          | Brankáři                           | Brankáři                  |
| ------------------- | ----------------- | ---------------------------------- | ------------------------- |
| Ottorino Sartor     | 18. září 1945     | 2. června 2021 (ve věku 75 let)    | Colegio Nacional Iquitos  |
| Juan Cáceres        | 27. prosince 1949 |                                    | Alianza Lima              |
| Ramón Quiroga       | 23. července 1950 |                                    | Club Sporting Cristal     |
| Obránci             |                   |                                    |                           |
| Jaime Duarte        | 27. února 1955    |                                    | Alianza Lima              |
| Rodolfo Manzo       | 5. června 1949    |                                    | Deportivo Municipal       |
| Héctor Chumpitaz –  | 12. dubna 1944    |                                    | Club Sporting Cristal     |
| Rubén Toribio Díaz  | 17. dubna 1952    |                                    | Club Sporting Cristal     |
| José Navarro        | 24. září 1948     |                                    | Club Sporting Cristal     |
| Roberto Rojas       | 26. října 1955    | 27. září 1991 (ve věku 35 let)     | Alianza Lima              |
| Záložníci           |                   |                                    |                           |
| José Velásquez      | 4. června 1952    |                                    | Alianza Lima              |
| César Cueto         | 16. června 1952   |                                    | Alianza Lima              |
| Percy Rojas         | 16. září 1949     |                                    | Club Sporting Cristal     |
| Teófilo Cubillas    | 8. března 1949    |                                    | Alianza Lima              |
| Germán Leguía       | 2. ledna 1954     |                                    | Deportivo Municipal       |
| Raúl Gorriti        | 10. října 1956    | 3. dubna 2015 (ve věku 58 let)     | Club Sporting Cristal     |
| Alfredo Quesada     | 22. září 1949     |                                    | Club Sporting Cristal     |
| Ernesto Labarthe    | 2. června 1956    |                                    | Sport Boys                |
| Útočníci            |                   |                                    |                           |
| Juan Muñante        | 12. června 1948   | 23. dubna 2019 (ve věku 70 let)    | Club Universidad Nacional |
| Juan Carlos Oblitas | 16. února 1951    |                                    | Club Sporting Cristal     |
| Roberto Mosquera    | 21. června 1956   |                                    | Club Sporting Cristal     |
| Guillermo La Rosa   | 6. června 1952    |                                    | Alianza Lima              |
| Hugo Sotil          | 18. května 1946   | 30. prosince 2024 (ve věku 78 let) | Alianza Lima              |

### Skotsko
Hlavní trenér: Ally MacLeod

| Jméno            | Datum narození     | Datum úmrtí                      | Klub                    |
| Brankáři         | Brankáři           | Brankáři                         | Brankáři                |
| ---------------- | ------------------ | -------------------------------- | ----------------------- |
| Alan Rough       | 25. listopadu 1951 |                                  | Partick Thistle FC      |
| Jim Blyth        | 2. února 1955      |                                  | Coventry City FC        |
| Bobby Clark      | 26. září 1945      |                                  | Aberdeen FC             |
| Obránci          |                    |                                  |                         |
| Sandy Jardine    | 31. prosince 1948  | 24. dubna 2014 (ve věku 65 let)  | Rangers FC              |
| Willie Donachie  | 5. října 1951      |                                  | Manchester City FC      |
| Martin Buchan    | 6. března 1949     |                                  | Manchester United FC    |
| Gordon McQueen   | 26. června 1952    | 15. června 2023 (ve věku 70 let) | Manchester United FC    |
| Stuart Kennedy – | 31. května 1953    |                                  | Aberdeen FC             |
| Tom Forsyth      | 23. ledna 1949     | 14. srpna 2020 (ve věku 71 let)  | Rangers FC              |
| Kenny Burns      | 23. září 1953      |                                  | Nottingham Forest FC    |
| Záložníci        |                    |                                  |                         |
| Bruce Rioch      | 6. září 1947       |                                  | Derby County FC         |
| Don Masson       | 26. srpna 1949     |                                  | Derby County FC         |
| Asa Hartford     | 24. října 1950     |                                  | Manchester City FC      |
| Willie Johnston  | 19. prosince 1946  |                                  | West Bromwich Albion FC |
| Archie Gemmill   | 24. března 1947    |                                  | Nottingham Forest FC    |
| Graeme Souness   | 6. května 1953     |                                  | Liverpool FC            |
| Útočníci         |                    |                                  |                         |
| Kenny Dalglish   | 4. března 1951     |                                  | Liverpool FC            |
| Joe Jordan       | 15. prosince 1951  |                                  | Manchester United FC    |
| Lou Macari       | 7. června 1949     |                                  | Manchester United FC    |
| Derek Johnstone  | 4. listopadu 1953  |                                  | Rangers FC              |
| John Robertson   | 20. ledna 1953     |                                  | Nottingham Forest FC    |
| Joe Harper       | 11. ledna 1948     |                                  | Aberdeen FC             |